# John Scott (żeglarz)
John Malcolm Scott (ur. 29 września 1934 w Mosman Park, zm. 25 maja 1993 w Perth) – australijski żeglarz sportowy. Srebrny medalista olimpijski z Melbourne.
Zawody w 1956 były jego jedynymi igrzyskami olimpijskimi. Srebrny medal zdobył w klasie 12 m Sharpie. Partnerował mu Rolly Tasker.